# Більська Воля
Бі́льська Во́ля — село в Україні, у Вараській громаді Вараського району Рівненської області. Населення становить 1741 осіб.
Село Більська Воля лежить на лівому березі річки Стир за 35 км від районного центру і за 24 км від залізничної станції Рафалівка. Нараховується 442 двори, населення — 1715 осіб.

## Походження назви
У назві Більська Воля найзрозуміліший компонент «Воля», що у варіанті «Волиця» (Вулька) присвоювали багатьом населеним пунктам в Україні. З'явились вони в середині XIII ст., коли через утрату невільницької сили (військовополонених) назріла гостра потреба в людях для обробітку пустуючих земель. Тому стали заманювати робочу силу на різні віддалені і переважно неврожайні землі. За це давали так звану «волю», тобто звільнювали їх на певний час від податків. Масовий розвиток поселень з назвою «Воля» припадає на 15 ст.
Слово «Більська» найімовірніше означає, що на території Більської Волі була спочатку осада Більськ, що приховує слово «бєль» різних значень. Це білі піски, білі берези. Отже, Більська Воля — давня назва, яка символізує специфіку місця та умови заселення.

## Історія

### Перша згадка
Перша письмова згадка про село датована 1629 роком. Є ряд легенд про походження села і назви Більська Воля. Одна із них стверджує, що тут колись жив пан Бєльський. І від його прізвища пішла назва села. Історична ж довідка свідчить, що ще в 16 ст. це вже було велике поселення, бо як свідчить документ 1578 року, мало 779 дворів і 1329 мешканців.

### Маєток пана Мікуліча
За часів польської окупації в селі проживав пан Мікуліч. Йому належали всі навколишні ліси. Маєток знаходився там, де зараз збудована дільнична лікарня. Вона стоїть на фундаменті колишнього панського будинку. Поряд знаходилася капличка, де молилися поляки. Після 1942 року вона стала церквою для православних, тому що церкву в селі спалили німці.
У будинках, де жила прислуга, тепер розміщується поліклініка.
У травні 2006 року приїжджав у Більську Волю прийомний син пана Мікуліча Андрій Мідзіановський. Він привіз карту місцевості, виготовлену на початку 20 століття. Він народився 1929 року, у Більську Волю приїхав разом з матір'ю у віці 3-х років. Жив тут до 15 років. У даний час живе в Канаді, тримає у Польщі дім пристарілих. Більську Волю вважає своєю малою Батьківщиною. Побував біля маєтку, біля каплички, на Білому Озері.

### Перша світова війна
У роки Першої світової війни територією проходив Південно-Західний фронт. Тут були споруджені бойові укріплення по таких населених пунктах: Чорторийськ — Костюхнівка — Рафалівка — Галузія — Вулька — Більська Воля — Серхів — Озірці.
У Більській Волі була розташована 1-ша бригада легіонів, якою командував генерал Пілсудський, а російським фронтом командував генерал Брусилов. Командування російських військових отримало завдання від ставки прорвати Російський фронт австро-угорців. Втрати армій були великі; про втрати росіян пише у своїх щоденниках цар Микола ІІ. Ось що він згадує: «За селом Більська Воля між річками Стир і Стохід на піщаному пагорбі побудована огорожа. За цією огорожею рядами лежать солдати, донські, кубанські козаки, вбиті в боях під Вулькою 26-30 травня 1916 року». Хоронили цих козаків у Більській Волі на цвинтарі біля церкви, а на самому початку нинішнього кладовища знаходиться дві величезні братські могили. Після подій Першої світової війни в селі залишилися місця, назви яких пов'язані з цими подіями: поле, де отаборилися солдати–козаки, «У козака»; на околиці села в сторону Березина є Вошива гора, саме на цій горі і лежали ті ряди мертвих солдат, яких бачив Микола ІІ, а по них, мертвих, повзали воші.

### Німецько-радянська війна
У роки німецько-радянської війни 56 жителів були в партизанських з'єднаннях Бегми, Ковпака, Федорова. З весни 1943 року в селі діяла підпільна антинацистська організація. Коли німці почали вивозити ліс із села, партизани спалили лісопилку.
Через Більську Волю рейдами проходили партизанські загони рівненських з'єднань, жителі допомагали продовольством, одягом. На фронтах та у партизанській боротьбі брало участь 389 чоловік, з них 167 загинуло. На вшанування їх пам'яті споруджено обеліск.
До війни в селі проживало 20 сімей євреїв. Всіх їх було вбито і поховано на Баховій горі, яка розташована між Старою і Новою Рафалівкою.

## Історія бібліотеки
Бібліотека села Більська Воля вперше відчинила свої двері у 1948 році, зі створенням Рафалівської централізованої бібліотечної системи (в той час, районним центром була саме Рафалівка). Книжковий фонд розмістили в одній із сільських хат (на сьогодні — це хата Кулини) і складався він із невеликої кількості літератури, яка користувалась великим попитом у населення, адже в повоєнні роки бібліотеки і клуби стають основними культурними осередками на селі.
Першим бібліотекарем на селі стала Ольга Юхимівна Клімук. Вона хоча і не мала спеціальної освіти, але будучи людиною від природи талановитою, зуміла згуртувати навколо себе десятки однодумців — читачів, котрі цікавилися не лише новинками літератури, а й брали активну участь у культурно-масовому житті села.
В ті часи хати — читальні відкриваються масово. На території сьогоднішньої Більськовільської сільської ради — в селах Круглому, Рудка, Березина.
Щодо бібліотеки с. Більська Воля то згодом вона переїздить в більш просторе приміщення — приміщення сільського клубу(згодом згорів). Змінюється і бібліотекар. Ним стає місцева жителька, випускниця Дубнівського культосвітнього училища Марія Романівна Устимчик, котра на понад сорок років(1954—1997) стає «флагманом» бібліотечної роботи та художньої самодіяльності на селі. За цей період бібліотека декілька разів змінює свою адресу i остаточно оселяється в будинку культури.
Зі створенням у 1978 році Володимирецькоі централізованоі бібліотечноі системи(ЦБС) Більськовільська сільська бібліотека — філіал № 4 входить до неі. В бібліотеці активно, із залученням місцевого населення ведеться інформаційна i масова робота: читацькі конференції, літературні години, вечори, літературно-музичні свята, дні спеціаліста, дні бібліографії, влаштовуються книжкові виставки до визначних дат. Про це пам'ятають місцеві мешканці і свідчать сотні документів, що зберігаються в архіві бібліотеки.
Книжковий фонд зростає до 14 тисяч примірників художньої, науково-популярної, суспільно-політичної та дитячої літератури. Покращується також і матеріально-технічна база. Було придбано: телевізор, програвач платівок, магнітофон, електрокамін. Встановлюється
Після виходу Маріі Романівни у 1993 році на заслужений відпочинок, бібліотеку очолює її донька i послідовниця Зоя Іванівна Кньовець, котра також, як i мама закінчила Дубнівське культосвітне училище i працює в бібліотеці i посьогодні. В цей-же період на роботу в бібліотеку приходить випускниця цього ж училища Марія Володимирівна Ковтунік i відтоді працівників стає двоє.
Період 90-х років стає найскладнішим в icторii бібліотеки: майже припиняється надходження нової літератури та періодики. Бібліотекарі змушені працювати на 0,5 и 0,25 посадового окладу.
Але із об'єднанням у 2002 році сільської i шкільної бібліотек, розпочинається новий період становлення i розвитку бібліотечної роботи на селі. Публічно-шкільну бібліотеку (саме таку назву на сьогоді носять всі сільські бібліотеки району i області) очолює випускник Рівненського державного інституту культури Володимир Іванович Черевач.
В цей період часу знову починають надходити новинки літератури, матеріали на електронних носіях, періодичні видання. За реаліями нового часу для поповнення книжкового фонду у бібліотеці запроваджуються платні послуги.
Із листопада 2002 року бібліотека входить до складу Більськовільського культурно-дозвіллєвого комплексу, у який крім неї залучені: будинок культури, школа, сільська рада, церква. КДК займається організацією культурного відпочинку сільського населення, i бібліотека бере в ній активну участь.
У 2011 році бібліотека бере участь у проекті «Організація нових бібліотечних послуг з використанням вільного доступу до Інтернету II» програми «Бібліоміст», i разом із чотирма бібліотеками району виграє його. До бібліотеки надходять три комп'ютери, принтер, сканер, три вебкамери, навушники. Комп'ютери підключаються до мережі Інтернет i читачі можуть безкоштовно користуватися її послугами.
З цього часу у бібліотеці запроваджуються нові види масової роботи: віртуальні уроки, екскурсії, онлайн-конференціі.

## Населення
Згідно з переписом УРСР 1989 року чисельність наявного населення села становила 1683 особи, з яких 815 чоловіків та 868 жінок.
За переписом населення України 2001 року в селі мешкало 1705 осіб.

### Мова
Розподіл населення за рідною мовою за даними перепису 2001 року:
| Мова       | Кількість | Відсоток |
| ---------- | --------- | -------- |
| українська | 1726      | 99.14%   |
| російська  | 13        | 0.75%    |
| білоруська | 2         | 0.11%    |
| Усього     | 1741      | 100%     |

## Відомі люди
Василь Трохимович Кізім
(12 січня 1926 -17 квітня 2010)
Народився в селі Більська Воля. 24 березня 1944 року він був призваний у ряди Радянської армії і направлений на Третій Білоруський фронт, у 26-ту гвардійську армію. В складі цієї армії він пройшов тяжкими воєнними дорогами всю Пруссію.
Василь Кізім вміло воював, брав участь в багатьох військових операціях, робив свій внесок в наближення великої Перемоги. Під час однієї з військових операцій був тяжко поранений, отримав контузію і 16 квітня 1945 року його було демобілізовано з лав Радянської армії інвалідом війни.
Василя Кізіма було нагороджено медалями Жукова, «За відвагу».
Починаючи з 1962 року Василь Трохимович іде працювати в лісництво, де і працює 25 років до виходу на пенсію. Тисячі дерев було посаджено його руками, доглянуто, збережено.
У 2000 році пішла з життя вірна дружина, а 2009-го року від тяжкої хвороби помер і старший син. Але йому було для кого жити, адже його серце радували 10 онуків та 7 правнуків.
У 2010 років не стало і самого Василя Трохимовича, але пам'ять про справжню людину живе і дотепер.